# Экономическое сообщество стран Западной Африки
Экономическое сообщество западноафриканских государств (ЭКОВАС) (фр. Communauté Économique des États de l'Afrique de l'Ouest (CEDEAO); англ. Economic Community of West African States (ECOWAS)) — региональный союз стран Западной Африки. Блок имеет собственные коллективные вооруженные силы ECOMOG.
Штаб-квартира ЭКОВАС расположена в Абудже (Нигерия).

## Страны-участники
В состав ЭКОВАС входят 12 государств:
- Бенин,

- Гамбия,
- Гана,
- Гвинея (8 сентября 2021 членство приостановлено в связи с военным переворотом),
- Гвинея-Бисау,
- Кот-д’Ивуар,
- Кабо-Верде,
- Либерия,
- Нигерия,
- Сенегал,
- Сьерра-Леоне,
- Того

До 2002 года членом ЭКОВАС была Мавритания, с 2017 года она является ассоциированным членом сообщества.
28 января 2024 года сообщество покинули:
- Буркина-Фасо (28 января 2022 членство приостановлено в связи с военным переворотом),
- Мали (30 мая 2021 членство приостановлено в связи с военным переворотом),
- Нигер (26 июля 2023 членство приостановлено в связи с военным переворотом),

## История создания
Экономическое сообщество западноафриканских государств (ЭКОВАС) было основано 28 мая 1975, когда 16 стран Западной Африки подписали Лагосское соглашение. Целью создания Сообщества является продвижение экономической интеграции стран региона. 31 декабря 2000 г. состав ЭКОВАС покинула Мавритания. С 27 октября 2017 г. Мавритания является ассоциированным членом.
В 2004 году министрами обороны Сообщества были одобрены предложения по созданию к 2010 году боеспособного миротворческого контингента ЭКОВАС, в который войдут силы постоянной готовности (1,5 тыс.чел.) и основная миротворческая бригада (5 тыс.чел.).
Фактически находятся на стадии формирования зоны свободной торговли.
Структура

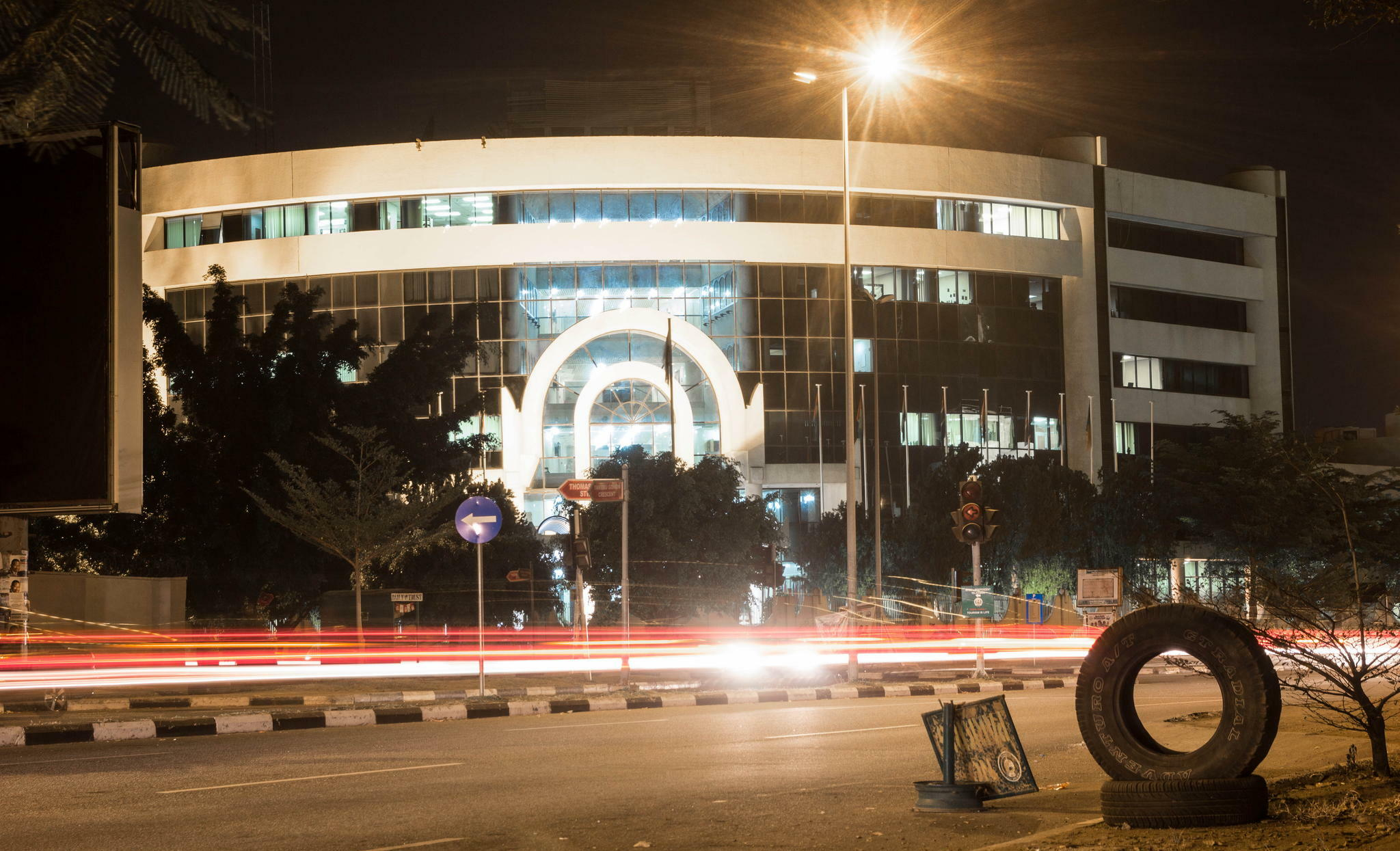
Штаб-квартира ЭКОВАС в Абудже, Нигерия

Высшим органом управления является Конференция глав государств и правительств. Также ЭКОВАС имеет Парламент, Суд, Экобанк, Экономический и социальный совет, комиссии (по торговле, таможенной политике и т. д.)
Цели
- борьба с бедностью;
- обеспечение мира и безопасности в «горячих точках» (Либерия, Гвинея-Бисау), борьба с преступностью и незаконным распространением легкого стрелкового оружия, разоружение, борьба с контрабандой. Для этого была создана Группа мониторинга.

Было сделано
- создание транспортной и энергетической инфраструктуры (строительство железнодорожной линии, автомагистрали, газопровода);
- мораторий на импорт, экспорт и производство легкого стрелкового оружия;
- введение туристских чеков, принимаемых к оплате всеми банками сообщества, достоинством 5, 10, 20, 50 и 100 ЗАРЕ (западноафриканская расчётная единица).

В перспективе
- создание федерации западноафриканских государств;
- введение унифицированного паспорта (единого гражданства);
- введение единой валюты «эко»;
- стандартизация дипломов об образовании;
- морская, наземная и рыболовная инфраструктура (создание энергетического пула).

Основные проблемы на пути к развитию:
- главная помеха — oтсутствие железнодорожного сообщения между Нигерией, являющейся с недавнего времени крупнейшей экономикой Африки, и остальными странами ЭКОВАС, в то же время между франкоговорящими странами ЭКОВАС железные дороги существуют и строятся новые;
- отсутствие эффективной системы платежей;
- несогласованность таможенных инструкций (что приводит к контрабанде);
- многие требования союза (например, приведение дефицита бюджета к уровню ВВП менее 4 %) являются для большинства стран-членов труднодостижимыми;
- нестабильность политической обстановки;
- гражданские войны;
- неопределённость регионально-правового статуса организации.

В настоящее время уровень и объем торговли между странами предельно низок.

## Внутренняя политика
ЭКОВАС практикует введение войск в страны, где произошел очередной военный переворот.
Внеэкономическая деятельность
В сентябре 2012 года ЭКОВАС заявил, что готов направить 3300 солдат для восстановления территориальной целостности Мали, если на это будет санкция Совбеза ООН. Сообщество начало подготовку к военной операции в Мали, чтобы освободить север страны от власти трех исламистских группировок: «Ансар-ад-Дин», «Движения за единство и джихад в Западной Африке» и «Аль-Каиды в странах исламского Магриба»
К 31 июля 2023 в 4 странах региона: Мали, Гвинея, Буркина-Фасо, Нигер (Сахельский пояс) произошли военные перевороты. 
Кроме того, с 2018 по 2023 в трёх странах сообщества были попытки военного переворота (Гамбия, Гвинея-Бисау и Сьерра-Леоне).
Регион также называют "поясом переворотов".
В июле 2023 года, после очередного переворота в Нигере, ситуация переросла в серьёзный международный кризис, который привел к угрозе военного вмешательства в стране со стороны ЭКОВАС и, как результат — обострению напряжённости и военной мобилизации в Нигере. 
30 июля ЭКОВАС (поддержанный французами) выдвинул захватившей власть военной хунте ультиматум — если в течение недели не будет освобождён президент Нигера, то союз применит необходимые меры, в том числе и военные. ЭКОВАС предложил установить бесполетную зону над Нигером. 
Мали, Буркина-Фасо и Гвинея заявили, что будут воевать на стороне Нигера в случае начала вооружённого конфликта. В итоге, интервенция не состоялась.

## Институты ЭКОВАС
Парламент, Комиссия, Суд, Банк развития, Организация по здравоохранению, Рабочая группа по противодействию отмыванию денег и спонсирование терроризма, Генеральный аудитор.
Кроме того в структуру ЭКОВАС входят:
- Западноафриканское валютное агентство (WAMA)
- Региональное агентство сельского хозяйства и продовольствия (ARAA)
- Региональный орган регулирования электроэнергетики ЭКОВАС (ERERA)
- Центр ЭКОВАС по возобновляемым источникам энергии и энергоэффективности (ECREEE)
- Западноафриканская система обмена электроэнергией (WAPP)
- Коричневая карта ЭКОВАС
- Группа координации водных ресурсов (UCRE)
- Центр ЭКОВАС по гендерному развитию (CCDG)
- Центр спорта и развития молодежи ECOWAS (CDJSC)
- Западноафриканское денежно-кредитное учреждение (WAMI)
- Группа ЭКОВАС по подготовке и развитию инфраструктурных проектов (PPDU)

## Мероприятия
Раз в 4 года проводятся игры ЭКОВАС, один раз прошел чемпионат ЭКОВАС по футболу, также проводятся конкурсы красоты.